# Marly (Moselle)
Pour les articles homonymes, voir Marly.
Marly est une commune française située dans le département de la Moselle en région Grand Est. Elle appartient à l'agglomération messine. Ses habitants sont appelés les Marliens.

## Géographie
Marly est située sur la Seille, à 6 km du centre de Metz, dont elle constitue aujourd’hui une banlieue pavillonnaire en développement.

### Accès
Marly est particulièrement desservie par plusieurs réseaux de communication régionaux et interrégionaux. L’échangeur de Féy la relie à l’autoroute A31 entre Metz et Nancy, et au-delà vers Paris, la Belgique, le Luxembourg et l’Allemagne. La RD 913 permet un accès à l’aéroport de Metz-Nancy-Lorraine. La RN431 (rocade du Sud messin), voie de contournement de Metz, permet un dégagement en direction de Sarrebruck et vers Thionville et Paris.

### Communes limitrophes
Les communes limitrophes sont Montigny-lès-Metz, Augny, Cuvry, Metz, Moulins-lès-Metz et Pouilly.

### Hydrographie
La commune est située dans le bassin versant du Rhin au sein du bassin Rhin-Meuse. Elle est drainée par la Seille, le ruisseau de Renaubrupt et le ruisseau du Grand Bouseux.
La Seille, d'une longueur totale de 137,7 km, prend sa source dans la commune de Maizières-lès-Vic et se jette  dans la Moselle à Metz en limite avec Saint-Julien-lès-Metz, après avoir traversé 57 communes.

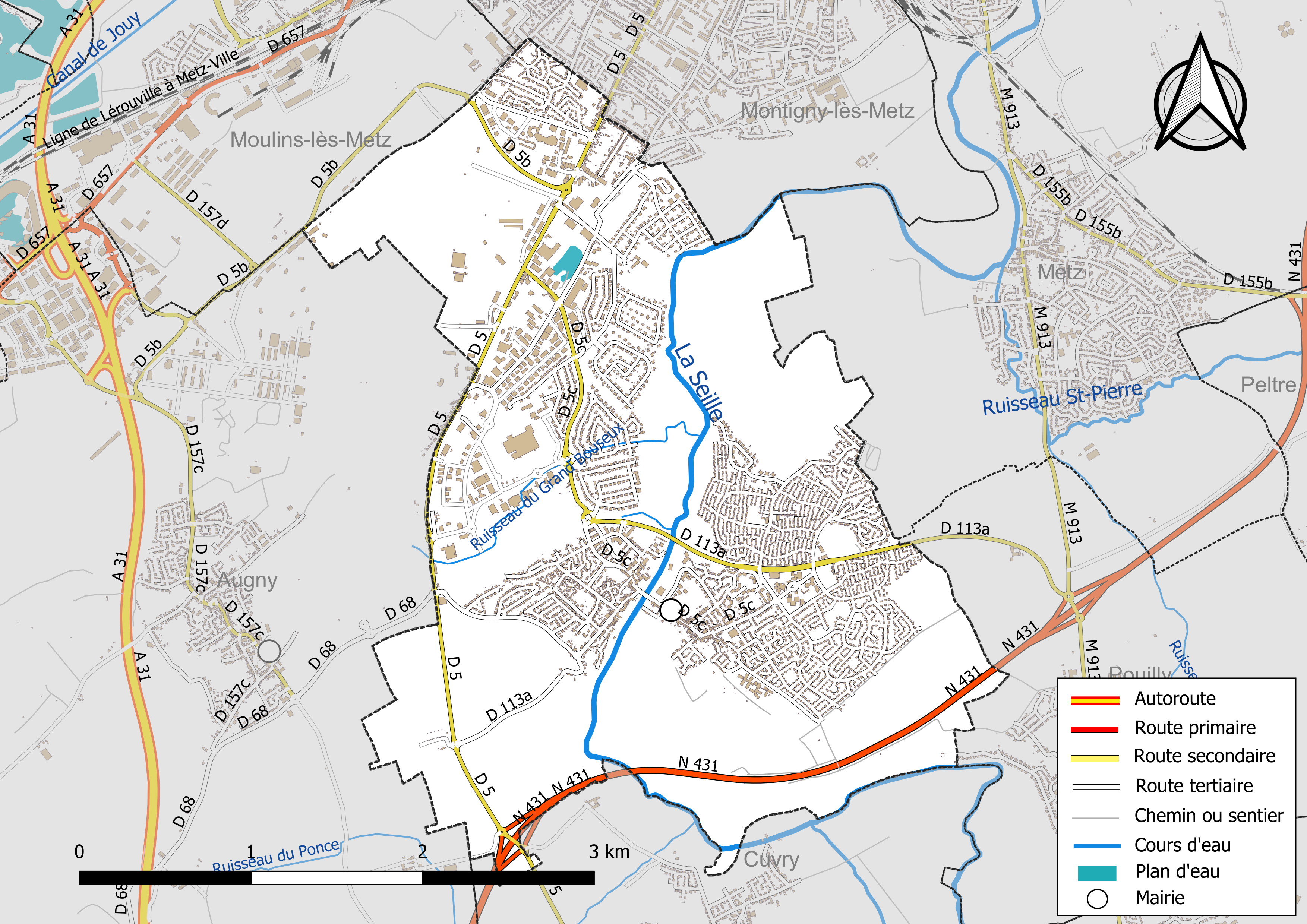
Réseaux hydrographique et routier de Marly.

La qualité des eaux des principaux cours d’eau de la commune, notamment de la Seille, peut être consultée sur un site dédié géré par les agences de l’eau et l’Agence française pour la biodiversité.

### Climat
Pour des articles plus généraux, voir Climat du Grand Est et Climat de la Moselle.
En 2010, le climat de la commune est de type climat océanique dégradé des plaines du Centre et du Nord, selon une étude du Centre national de la recherche scientifique s'appuyant sur une série de données couvrant la période 1971-2000. En 2020, Météo-France publie une typologie des climats de la France métropolitaine dans laquelle la commune est exposée à un climat semi-continental et est dans la région climatique  Lorraine, plateau de Langres, Morvan, caractérisée par un hiver rude (1,5 °C), des vents modérés et des brouillards fréquents en automne et hiver. 
Pour la période 1971-2000, la température annuelle moyenne est de 9,8 °C, avec une amplitude thermique annuelle de 16,7 °C. Le cumul annuel moyen de précipitations est de 728 mm, avec 11,5 jours de précipitations en janvier et 9 jours en juillet. Pour la période 1991-2020, la température moyenne annuelle observée sur la station météorologique de Météo-France la plus proche, « Metz-Frescaty », sur la commune d'Augny à 2 km à vol d'oiseau, est de 11,1 °C et le cumul annuel moyen de précipitations est de 713,5 mm. 
La température maximale relevée sur cette station est de 39,7 °C, atteinte le 25 juillet 2019 ; la température minimale est de −23,2 °C, atteinte le 17 février 1956,,. 
| Mois                                  | jan.             | fév.             | mars           | avril           | mai             | juin            | jui.           | août           | sep.            | oct.          | nov.             | déc.            | année      |
| ------------------------------------- | ---------------- | ---------------- | -------------- | --------------- | --------------- | --------------- | -------------- | -------------- | --------------- | ------------- | ---------------- | --------------- | ---------- |
| Température minimale moyenne (°C)     | 0                | 0,1              | 2,4            | 4,9             | 9               | 12,3            | 14,4           | 14             | 10,4            | 7,2           | 3,6              | 1               | 6,6        |
| Température moyenne (°C)              | 2,7              | 3,6              | 7              | 10,5            | 14,5            | 17,9            | 20,1           | 19,7           | 15,7            | 11,3          | 6,5              | 3,5             | 11,1       |
| Température maximale moyenne (°C)     | 5,4              | 7,1              | 11,6           | 16              | 20              | 23,6            | 25,8           | 25,5           | 20,9            | 15,4          | 9,4              | 6               | 15,6       |
| Record de froid (°C) date du record   | −20,1 02.01.1971 | −23,2 17.02.1956 | −15,3 01.03.05 | −5,1 13.04.1986 | −2,5 13.05.1941 | 1,9 02.06.1975  | 4,3 22.07.1980 | 3,9 31.08.1956 | −1,1 29.09.1972 | −6,2 29.10.12 | −11,7 23.11.1998 | −17 03.12.1973  | −23,2 1956 |
| Record de chaleur (°C) date du record | 16,1 05.01.1999  | 20,8 29.02.1960  | 25,1 31.03.21  | 29,6 18.04.1949 | 33,2 28.05.17   | 37,7 27.06.1947 | 39,7 25.07.19  | 39,5 08.08.03  | 34,3 15.09.20   | 28 13.10.23   | 23,3 02.11.20    | 18,1 04.12.1953 | 39,7 2019  |
| Précipitations (mm)                   | 61,9             | 56               | 51,1           | 45,1            | 56,9            | 56,1            | 59,8           | 59,3           | 61,5            | 64,8          | 64,5             | 76,5            | 713,5      |

| Diagramme climatique                                  |          |             |           |         |              |              |            |              |             |            |        |
| J                                                     | F        | M           | A         | M       | J            | J            | A          | S            | O           | N          | D      |
| 5,4061,9                                              | 7,10,156 | 11,62,451,1 | 164,945,1 | 20956,9 | 23,612,356,1 | 25,814,459,8 | 25,51459,3 | 20,910,461,5 | 15,47,264,8 | 9,43,664,5 | 6176,5 |
| Moyennes : • Temp. maxi et mini °C • Précipitation mm |          |             |           |         |              |              |            |              |             |            |        |

Les paramètres climatiques de la commune ont été estimés pour le milieu du siècle (2041-2070) selon différents scénarios d'émission de gaz à effet de serre à partir des nouvelles projections climatiques de référence DRIAS-2020. Ils sont consultables sur un site dédié publié par Météo-France en novembre 2022.

## Urbanisme

### Typologie
Au 1er janvier 2024, Marly est catégorisée ceinture urbaine, selon la nouvelle grille communale de densité à sept niveaux définie par l'Insee en 2022.
Elle appartient à l'unité urbaine de Metz, une agglomération intra-départementale regroupant 42  communes, dont elle est une commune de la banlieue,,. Par ailleurs la commune fait partie de l'aire d'attraction de Metz, dont elle est une commune de la couronne,. Cette aire, qui regroupe 245 communes, est catégorisée dans les aires de 200 000 à moins de 700 000 habitants,.

### Occupation des sols
L'occupation des sols de la commune, telle qu'elle ressort de la base de données européenne d’occupation biophysique des sols Corine Land Cover (CLC), est marquée par l'importance des territoires artificialisés (64 % en 2018), en augmentation par rapport à 1990 (44,5 %). La répartition détaillée en 2018 est la suivante : 
zones urbanisées (33 %), terres arables (27,4 %), zones industrielles ou commerciales et réseaux de communication (22,5 %), espaces verts artificialisés, non agricoles (8,5 %), prairies (8,5 %). L'évolution de l’occupation des sols de la commune et de ses infrastructures peut être observée sur les différentes représentations cartographiques du territoire : la carte de Cassini (XVIIIe siècle), la carte d'état-major (1820-1866) et les cartes ou photos aériennes de l'IGN pour la période actuelle (1950 à aujourd'hui).

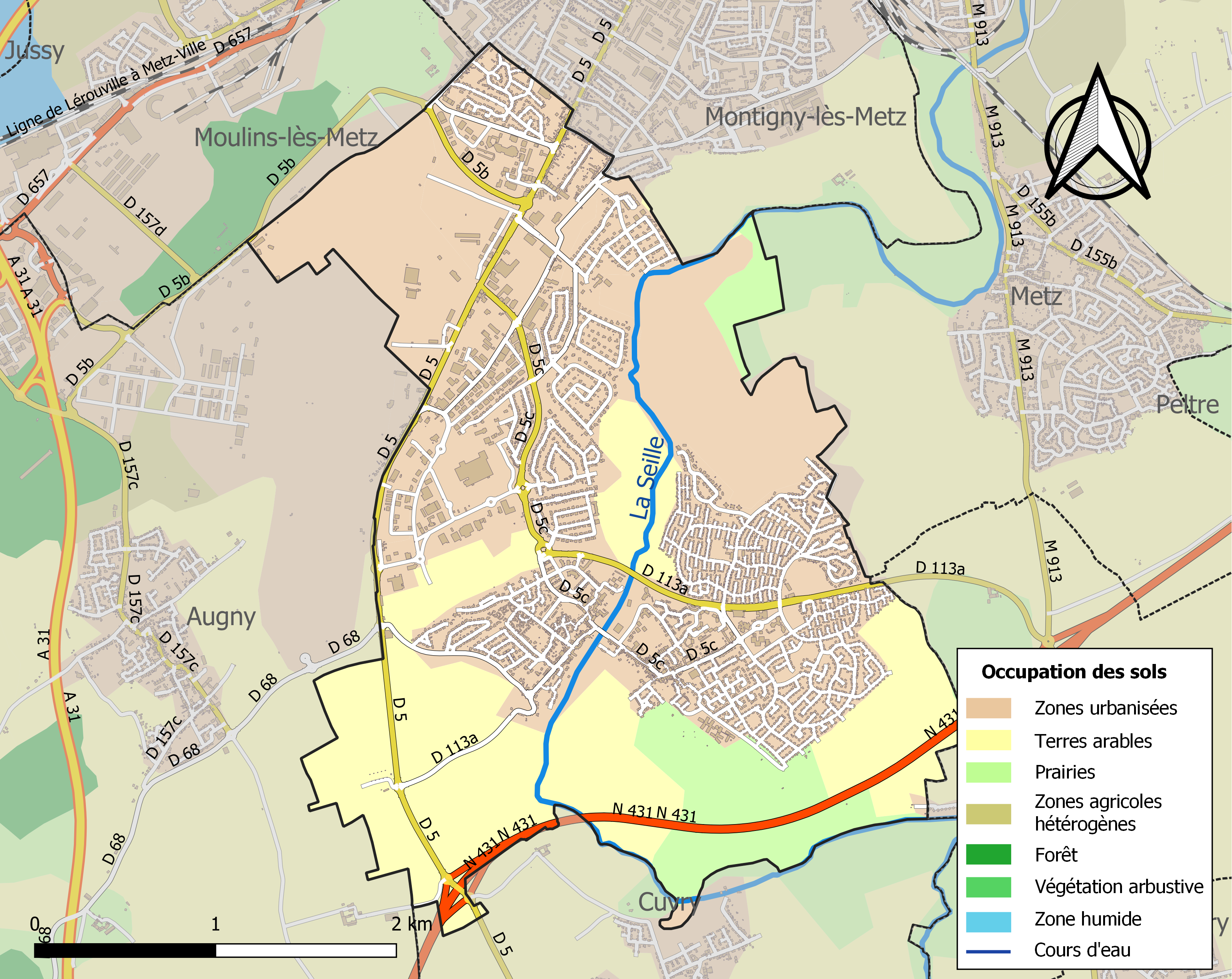
Carte des infrastructures et de l'occupation des sols de la commune en 2018 (CLC).

## Toponymie
- Marly tient son nom du celte Mariliacum qui signifie étang ou marécage.
- Miriliacum (745), Marleium (952), Marleia (XIe siècle), Marlei (1089), Marlai (1212), Marlay (1345), Marleit (1350), Mairley (1404), Maerley (1467), Mairly (1491), Maly (XVIIe siècle), Marly (1793).
- En lorrain roman : Mâly[15].
- Le nom allemand de Marly pendant la première annexion est Marleien de 1915 à 1918. Puis la commune est renommée Marlingen de 1940 à 1944.

## Histoire
La découverte à Marly d’un crâne, d’outillage ou de pointes de flèches en pierre taillée à partir de 1955 indique une présence humaine au paléolithique, au néolithique et à l’âge du fer.
À l’époque gallo-romaine, la route de l’ambre devenue via Agrippa passait à peu près rue Costes-et-Bellonte. Avant 1901, on découvre sur le ban de Marly quatre vestiges de villas romaines (1 000 pièces de monnaie) et d’autres après 1962.
Le bourg de Marly dépendait de l’ancienne province des Trois-Évêchés.
Les bans seigneuriaux de Marly, de Voivre et le Grand Ban appartiennent successivement : — au comte de Verdun ; — au XIIIe siècle, la principauté épiscopale de Metz est donné en fief au comte de Salve-Blâmont ; - au comte de Bar depuis 1262 ; — donnée comme fief à différentes familles patriciennes de Metz, dont les de Marly (1252/1336), les de Gournay (1390/1524), les de Baudoche (1433/1536), les de Heu (1509/1551), les de Raigecourt (1592/1605). En 1802, la Villa Marleia Propre Meris est donnée à l’abbaye de Saint-Airy de Verdun.
Comme les autres communes de l’actuel département de la Moselle, Marly est annexée à l’Empire allemand de 1871 à 1918. C’est une période prospère pour la commune. Lorsque la Première Guerre mondiale éclate, les Mosellans se battent, résignés, pour l’Empire allemand. Beaucoup de jeunes gens tomberont au champ d’honneur sous l’uniforme allemand, sur le Front de l’Est, mais aussi à l’Ouest. Sujets loyaux de l’Empereur, les Marliens accueillent cependant avec joie la fin des hostilités et la paix retrouvée. « Marleien » redevient Marly en 1918.
La Seconde Guerre mondiale et le drame de la seconde Annexion marqueront durablement les esprits. Marly est rebaptisée Marlingen. Les premiers conscrits, incorporés de force dans l’armée allemande, partent à partir d’août 1942. Les civils ne sont pas épargnés. Le 1er avril 1944, la commune intègre l'arrondissement de Metz-Ville. À partir de mai 1944, l’armée américaine bombarde la région sans relâche. La bataille de Metz fait rage de septembre à novembre 1944. La commune est enfin libérée le 21 septembre 1944, après une longue attente.
- De 1790 à 2015, Marly était une commune de l'ex-canton de Verny, dont elle était la plus peuplée.

## Population et société

### Démographie
En 1636, le village compte 177 habitants.

L'évolution du nombre d'habitants est connue à travers les recensements de la population effectués dans la commune depuis 1793. Pour les communes de plus de 10 000 habitants les recensements ont lieu chaque année à la suite d'une enquête par sondage auprès d'un échantillon d'adresses représentant 8 % de leurs logements, contrairement aux autres communes qui ont un recensement réel tous les cinq ans,.

En 2022, la commune comptait 9 937 habitants, en évolution de −1,11 % par rapport à 2016 (Moselle : +0,52 %, France hors Mayotte : +2,11 %).
| 1793 | 1800 | 1806 | 1821 | 1836 | 1841 | 1861 | 1866 | 1871 |
| ---- | ---- | ---- | ---- | ---- | ---- | ---- | ---- | ---- |
| 399  | 573  | 589  | 560  | 641  | 664  | 623  | 613  | 538  |

| 1875 | 1880  | 1885  | 1890  | 1895  | 1900  | 1905  | 1910 | 1921  |
| ---- | ----- | ----- | ----- | ----- | ----- | ----- | ---- | ----- |
| 734  | 1 055 | 1 078 | 1 076 | 1 114 | 1 144 | 1 220 | 703  | 1 123 |

| 1926  | 1931  | 1936  | 1946 | 1954  | 1962  | 1968  | 1975  | 1982  |
| ----- | ----- | ----- | ---- | ----- | ----- | ----- | ----- | ----- |
| 1 026 | 1 217 | 1 126 | 817  | 1 194 | 1 299 | 2 014 | 6 100 | 9 490 |

| 1990  | 1999   | 2006  | 2011  | 2016   | 2021  | 2022  | - | - |
| ----- | ------ | ----- | ----- | ------ | ----- | ----- | - | - |
| 9 511 | 10 139 | 9 653 | 9 797 | 10 049 | 9 971 | 9 937 | - | - |

### Enseignement
- École maternelle et primaire Jules-Ferry
- École maternelle et primaire Célestin-Freinet
- École maternelle et primaire Henrion
- Collège La Louvière
- Collège Jean-Mermoz
- Lycée professionnel régional André-Citroën
- CFA Philippe-Charbonneaux

### Manifestations culturelles et festivités
- orchestre d’harmonie de Marly[20]
- 3e week-end de septembre : fête du Fromage (depuis 1985)
- 1re quinzaine d’octobre : Festival de bandes dessinées (depuis 1990)
- mi-mai : Marly Jazz Festival (depuis 2004)
- en juin : la semaine de l’Océan (depuis 2007)
- fin juin : Open de la Mirabelle d’Or (compétition internationale de golf)
- 1er week-end de juillet : la braderie de Marly (depuis 2008)
- 2ème dimanche de Novembre : La Marlienne depuis 2016 (Course Pédestre - 10km)

## Politique et administration
Le siège régional de l'agence française pour la biodiversité pour le Grand Est est implanté à Marly.

### Administration municipale

#### Liste des maires
| Période                                  | Période   | Identité             | Étiquette      | Qualité |
| ---------------------------------------- | --------- | -------------------- | -------------- | --- |
| 1953                                     | 1959      | Eugène Jouin         | DVD            | |
| 1959                                     | 1984      | Raymond Joly         | UDF            | |
| 1984                                     | mars 2001 | Gilbert Jansem       | UDF-PR puis DL | Inspecteur divisionnaire honoraire SNCF Conseiller général du canton de Verny (1988 → 2001) Vice-président du conseil général de la Moselle (1994 → 2001) |
| mars 2001                                | mars 2008 | Jean-Claude Lebreton | UMP            | |
| mars 2008                                | En cours  | Thierry Hory         | UMP-LR         | Conseiller régional du Grand Est (depuis 2015) Vice-président de Metz Métropole                                                                           |
| Les données manquantes sont à compléter. |           |                      |                | |

### Jumelages et partenariats
- Weissach im Tal (Allemagne) depuis 1989 ;
- Maïski (Russie) depuis 2009[22] ;
- Baiso (Italie) depuis 2011.

## Économie
- Zones industrielles.
- Commerces en centre-ville.
- Ancienne base militaire.

## Culture et patrimoine

### Lieux et monuments

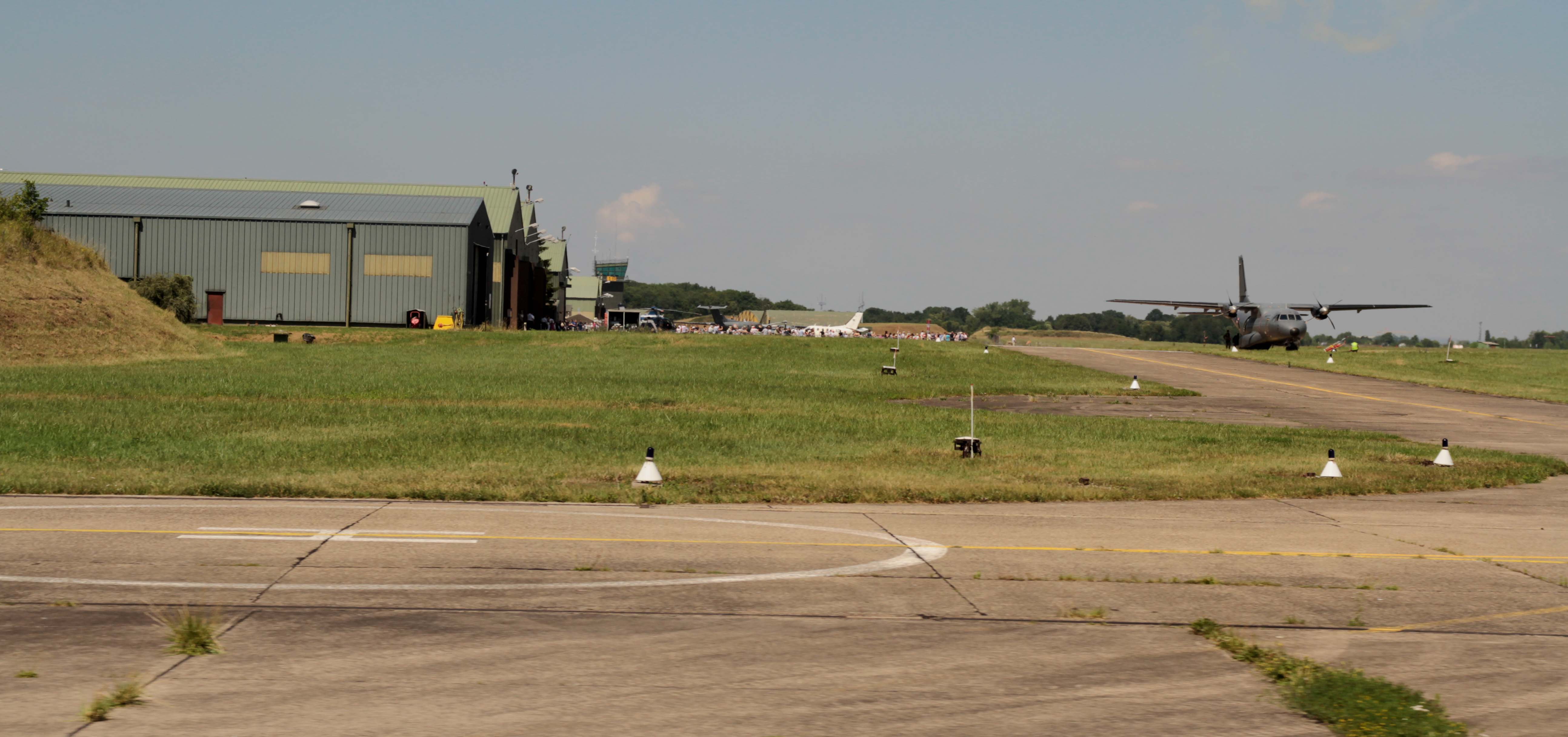
Base aérienne 128 Metz-Frescaty.

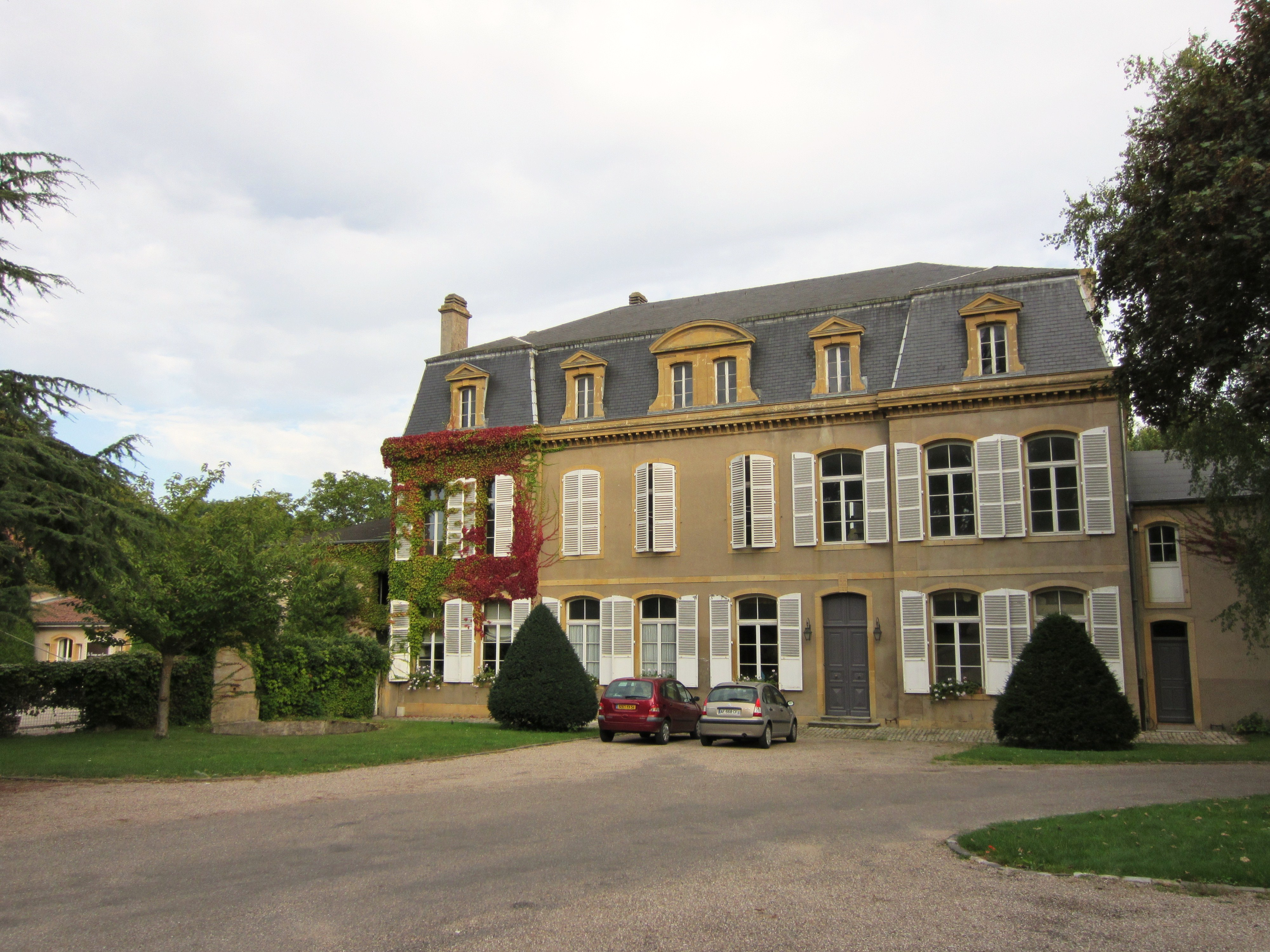
Château de la Grange-aux-Ormes.

- Place de la Mairie : la « Marianne de Marly », une statue de Paul Flickinger, artiste marlien.
- Passage d’une voie romaine.
- Fresque de la rue de Metz : commémore la chute d’un bombardier Lancaster allié sur le moulin du village le 24 février 1944[23].
- Base aérienne 128 Metz-Frescaty, ancienne base militaire de l'armée de l'air française située entre Marly et Augny.
- Six châteaux aux alentours du village :
  - le château Bogenez : le plus ancien des châteaux de Marly, il fut jusqu’à la Révolution le domaine des seigneurs de Marly ;
  - le château Chandellier : construit en 1845, il fut légué à l’évéché en 1935, il devient ensuite une école puis une maison de retraite jusqu’en 1983. Il accueille maintenant des locataires logés par la société LogiEst ;
  - le château Ancillion de Jouy : sa construction remonterait à la fin du XVIIIe siècle. Il appartient au maraîcher Butin depuis 1947 ;
  - le château de La Grange-aux-Ormes : il est, après le château Bogenez, le plus ancien des châteaux puisqu’il existait déjà en 1187. Aujourd’hui il fait partie du patrimoine, et mis en valeur par de vastes espaces réservés à la pratique du golf ;
  - le château Haack : construit au XVIIe siècle, il abrite aujourd’hui sept locataires ;
  - le château Lejaille ou château Henrion : construit en 1880, il a abrité deux classes d’école. Réhabilité en 1991, il est aujourd’hui le siège du Conservatoire de Musique, et le lieu des spectacles cinématographiques de l’association MarlyImage anciennement nommée Marly-Scope.

#### Édifices religieux
- Église Saint-Brice, dite « cathédrale de la Seille », néo-gothique, consécration solennelle le 17 octobre 1862 par Mgr Dupont des Loges. Elle fut bombardée en 1944 par les Américains, car ils pensaient que le clocher était un observatoire pour les Allemands.
- Oratoire de l'Immaculée-Conception, à côté de l'église.
- Croix de chemin, XIXe siècle.

### Personnalités liées à la commune
• Harold Mayot - Joueur de Tennis français
• Hugo Casadamont - Animateur Radio
• Camille Dauxert - Journaliste, reporter, chroniqueuse

### Héraldique
| Blason de Marly | Blason  | De gueules au lion d'argent, la queue fourchue et passée en sautoir, armé, lampassé et couronné d'or. |
| Blason de Marly | Détails | Le statut officiel du blason reste à déterminer.                                                      |